# Марая
Марая (англ. Maria Island — «острів Марія») — острів біля східного узбережжя острова Тасманія (Австралія), входить до складу штату Тасманія. Площа острова 101 км². Острів разом з частиною своїх прибережних вод утворює національний парк Марая-Айленд (англ. Maria Island National Park). Постійного населення на острові немає — тільки працівники національного парку і туристи. На півночі розташований невеликий історичне селище Дарлінґтон, що виникло в 1820-х роках, коли острів використовувався як колонія для ув'язнених.
Як і ранні британські поселенці, жителі Тасманії вимовляють назву острова /məˈraɪ.ə/, хоча первісна вимова цієї назви була /məˈriː.ə/.

## Історія

### XVIII століття і раніше
З давніх часів на острові проживали тасманійські аборигени, які називали себе Tyreddeme і належали до племені Ойстер-Бей (англ. Oyster Bay Tribe).

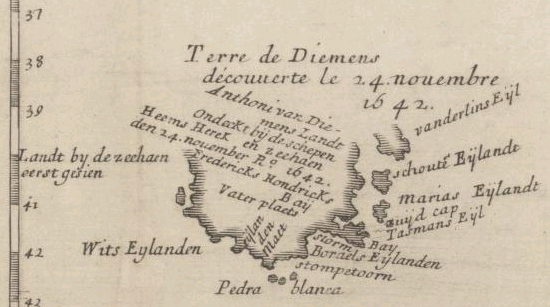
Мапа Землі Ван-Дімена (1644), на якій позначено острів Марая

Першою європейською експедицією, що досягла острова, була експедиція голландського мореплавця Абеля Тасмана, який пропливав повз острів 1642 року — тоді ж, коли ним було відкрито Землю Ван-Дімена (згодом перейменована в Тасманію). Він же і назвав острів Maria (нід. Marias Eylandt), на честь Марії ван Дімен (уродженої Марії ван Елст, нід. Maria van Aelst), дружини Антоні ван Дімена, генерал-губернатора голландських колоній в Ост-Індії.
Після цього багато мореплавців пропливали повз острів, включаючи експедиції Марка Жозефа Маріона дю Френа (фр. Marc-Joseph Marion du Fresne, 1771), Тобіаса Фюрно (фр. Tobias Furneaux, 1773) і Джона Генрі Кокса (англ. John Henry Cox}, 1789).
1789 року члени експедиції Джона Генрі Кокса — сам Кокс, лейтенант Джордж Мортімер (англ. George Mortimer), а також другий помічник капітана — висаджувалися з корабля Mercury на західний берег острова в околицях бухти, яку вони назвали Ойстер (Oyster Bay). Згідно зі звітом експедиції, вони мали контакти з аборигенами, які описувалися як дружні.

### XIX століття
1802 року біля острова побувала експедиція французького мореплавця Ніколя-Тома Бодена (фр. Nicholas Baudin). Боден відправив загін, якому було доручено досліджувати берегову смугу острова. У складі цього загону був географ Шарль-П'єр Буланже (фр. Charles-Pierre Boullanger), який дав назви багатьом географічним об'єктам. 20 лютого 1802 року Буланже, зоолог Франсуа Перон (фр. François Péron) і помічник стерничого Жан-Марі Морар (фр. Jean-Marie Maurouard) висадилися на берег коло Пойнт-Лесура, у північного краю бухти Ойстер, де вони зустрілися з аборигенами. Тієї ж ночі від дизентерії помер Рене Може (фр. René Maugé), хірург і зоолог експедиції. Він був похований на острові наступного дня.
1816 року у острова також побувала експедиція Джеймса Келлі (англ. James Kelly), котра в 1815—1816 роках обплила навколо Землі Ван-Дімена.
З 1805 року на острові стали з'являтися мисливці на тюленів, а пізніше, починаючи з 1820-х років, і китобої. 1833 року в районі Дарлінґтона було відкрито китобійну станцію, а 1836 року — таку ж станцію на острові Іль-дю-Нор.
У процесі заселення Землі Ван-Дімена європейцями чисельність тасманійських аборигенів почала різко скорочуватися — частково через хвороби, занесених європейцями, а частково через збройні зіткнення з поселенцями, які отримали назву «чорної війни». На початку 1830-х років було прийнято рішення про виселення досі живих корінних жителів на один з довколишніх островів, причому як один з варіантів розглядався острів Марая — прихильники цієї пропозиції вважали, що це надасть більше можливостей для притягнення їх до «цивілізованого» (у європейському сенсі) способу життя. Противники вважали, що острів Маррайа розташований дуже близько до Землі Ван-Дімена, і для тасманійців не складе особливих труднощів втекти назад. Як наслідок у вересні 1831 року було вирішено виселити корінних жителів на віддаленіший острів Фліндерс, що в кінцевому рахунку призвело до їхнього зникнення.

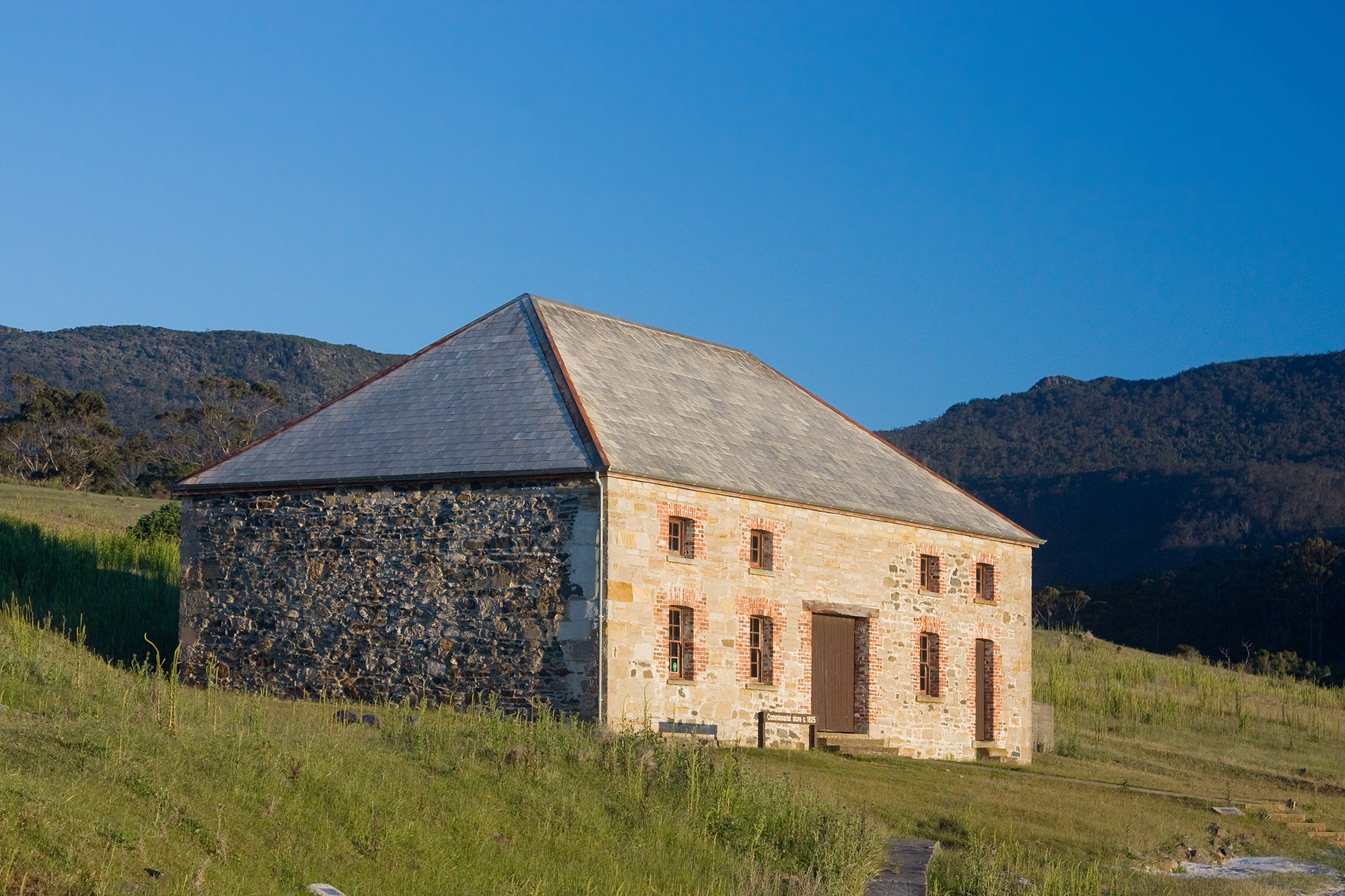
Будівля інтендантства в Дарлінґтоні

У 1825—1832 роках острів Марая використовувався як колонії (англ. penal station) для ув'язнених. Головне поселення було на півночі острова в Дарлінґтоні. Найстаріша будівля, що збереглася з тих часів, — це будівля інтендантства (Commissariat store), побудована 1825 року. Ув'язнені, заслані на острів Марая, працювали на валці лісу, в шкіряному виробництві, а також виробляли одяг і взуття. 1832 року поселення було закрито — зокрема, у зв'язку з проблемами з дисципліною і частими втечами. Більшість ув'язнених було переведено до іншої, більшої колонії в Порт-Артурі.
Поселення в Дарлінґтоні залишалося покинутим протягом десяти років, а 1842 року було відкрито знову, як випробувальну станцію (Darlington Probation Station). До кінця 1844 року число ув'язнених зросло до 627 чоловіків. 1845 року було побудовано додаткове поселення в Пойнт-Лесур (Point Lesueur). У цей період ув'язнені займалися головним чином сільськогосподарськими роботами. Обидва поселення було закрито 1850 року — зокрема, через неможливість містити дуже велику кількість ув'язнених.
Після цього острів протягом деякого часу використовувався для вівчарства, а 1884 року околицями Дарлінґтона оселився італійський підприємець Дієґо Бернаккі (повне ім'я Angelo Giulio Diego Bernacchi), який почав розвивати шовківництво і виноградарство. До 1886 року було висаджено тисячі виноградних лоз і шовковичних дерев, а 1888 року вино з острова Марая мало успіх на ювілейній виставці в Мельбурні (Melbourne Centennial Exhibition). До 1888 року населення Дарлінґтона зросло до 250 осіб, а саме містечко було перейменовано в Сан-Дієґо. Було побудовано нові будівлі, включаючи Ґранд-Готель (Grand Hotel), «кавовий палац» (Coffee Palace) і низку будинків, відомі як «12 апостолів» (12 Apostles) і «Тераси Бернаккі» (Bernacchi's Terraces). У Сан-Дієґо були крамниці, школа і поштовий офіс, а також коваль, швець, пекар і м'ясник. Проте внаслідок фінансової кризи 1890-х років виробництво згорнулося, і Сан-Дієґо перетворилося на місто-привид, до якого поступово повернулася його первинна назва Дарлінґтон.

### XX століття і сьогодення

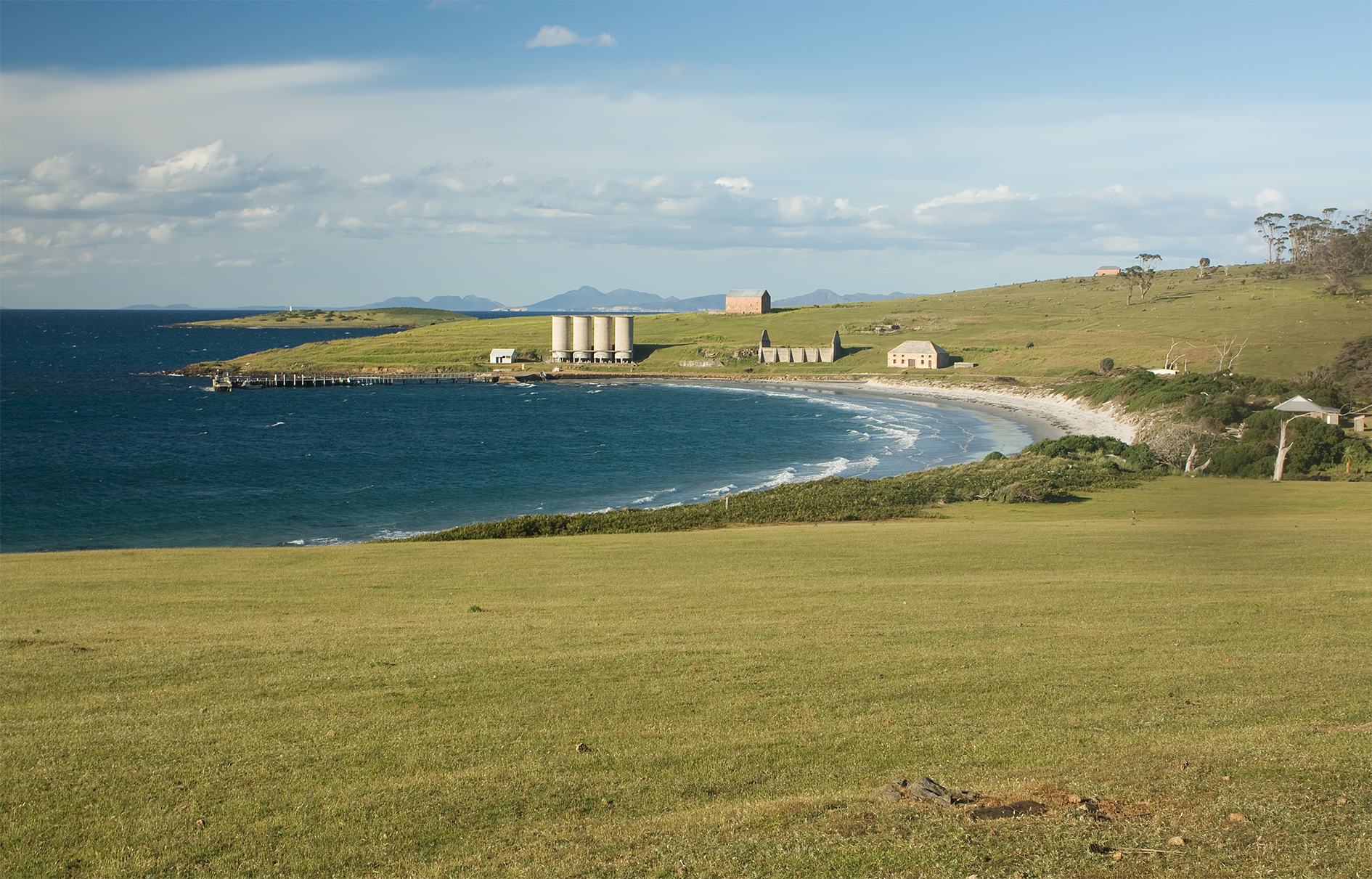
На березі острова Марая околицями Дарлінґтона

У 1920-х роках цементна компанія National Portland Cement Company намагалася влаштувати виробництво цементу на острові. До 1923 року в Дарлінґтоні працювало близько 150 осіб, до покладів вапняку було прокладено залізницю, а 1924 року відкрився цементний завод. Дарлінґтон відродився, його населення досягало 500 чоловік. Було споруджено нову школу, місто забезпечувалося електрикою і водою. Однак через Велику депресію, що почалася 1929 року, виробництво цементу було припинено, і до 1930 року острів знову спорожнів, хоча залишилися кілька сімей, які займалися розведенням овець і великої рогатої худоби, а також риболовлею.
1971 року острів був оголошений заповідником (sanctuary), а 6 червня 1972 було утворено однойменний національний парк. 1991 року до складу парку, окрім самого острова, увійшла кілометрова морська зона (marine reserve) у його північного узбережжя, включаючи острів Іль-дю-Нор. Основним завданням національного парку Марая-Айленд є збереження природної та історичної спадщин острова і його прибережних вод.
2007 року Дарлінґтонську випробувальну станцію було включено до списку об'єктів національної спадщини Австралії (англ. Australian National Heritage List). 2010 року разом з іншими каторжними поселеннями Австралії Дарлінґтонську випробувальну станцію було включена до списку культурної спадщини ЮНЕСКО.

## Географія

### Загальна географія

Розташування острова Марая

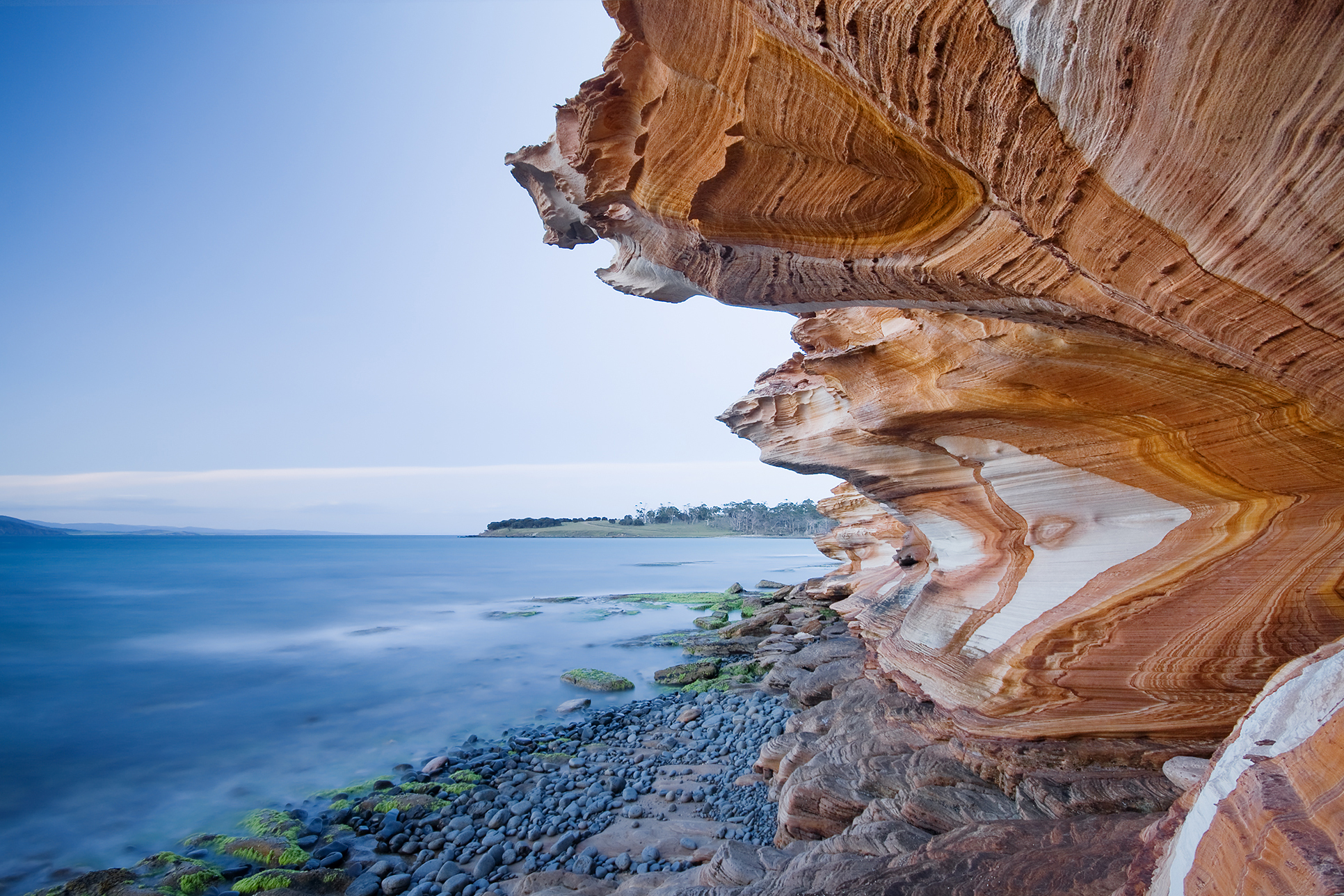
Різнобарвні скелі (Painted Cliffs) на березі острова Марая

Острів Марая відокремлений від східного берега острова Тасманія протокою Мерк'юрі (англ. Mercury Passage), названим на честь корабля Mercury експедиції Джона Генрі Кокса. Найменша ширина протоки Мерк'юрі складає 4 км.
За своїм обрисом острів нагадує вісімку — з більшою північною частиною і меншою південною частиною, які з'єднані між собою перешийком Макрей (англ. McRaes Isthmus), найменша ширина якого становить лише 200 м. Бухти зі сходу та заходу від перешийка називаються Рідл (англ. Riedle Bay) і Ойстер (англ. Oyster Bay) відповідно. Довжина острова (з півночі на південь) — 22 км, а найбільша ширина — 13 км.
На північній частині розташована найвища точка острова — однойменна гора Марая (англ. Mount Maria) заввишки 711 м (за іншими даними, 710 м) над рівнем моря. У тому ж гірському пасмі, на північ від гори Марая, лежать гори Мартінс-Тор (англ. Martins Tor) заввишки 705 м і Педдер (англ. Mount Pedder) заввишки 653 м. На самому північному краю гірського пасма розташована гора Бішоп-енд-Клерк (англ. Bishop and Clerk). Найвища точка південної частини острова — пагорб Мідл-Хілл (англ. Middle Hill) заввишки 324 м.
На острові є прісна вода — зокрема, зі східного схилу гори Марая до східного берега острова (до протоки Мерк'юрі) стікає струмок Фоур-Майл-Крік (англ. Four Mile Creek — «чотиримильний струмок»).
Найпівденніша точка острова — мис Перон (англ. Cape Peron), найсхідніша — мис Містейкен (англ. Mistaken Cape), а найпівнічніша точка — мис Буланже (англ. Cape Boullanger), що розміщений приблизно за 1 км від Дарлінґтона. Приблизно в 600 м на північ від мису Буланже розташований невеликий острів Іль-дю-Нор (Ile du Nord, площею 9,65 га). Іноді використовують назву «група островів Марая» (англ. Maria Island Group), до якої входять острови Марая, Іль-дю-Нор та невеличкий острів Лаклан (Lachlan Island, площею 2,5 га), що розташований в протоці Мерк'юрі.
На північ від острова розміщена затока Ґрейт-Ойстер-Бей, обмежена зі сходу півостровому Фрейсіне і островом Шутен (або Шоутен, англ. Schouten Island). Між островами Марая і Шутен (за 18 км від острова Марая та за 10 км від острова Шутен) розташований невеликий скелястий острів Іль-де-Фок (фр. Ile des Phoques — «острів тюленів»), на якому мешкає колонія австралійських морських котиків. На південь від острова Марая розміщений півострів Тасман.
Острів Марая належить до району місцевого самоврядування Ґламорґан-Спрінґ-Бей (англ. Glamorgan Spring Bay), центр котрого розташований у місті Траябанна.

### Клімат
Острів Марая розміщений в зоні помірного морського клімату. Переважають західні вітри, що дмуть з боку острова Тасманія; при цьому острів частково захищений від дощів Центральним плато та горами на заході Тасманії.
Опади розподілені за сезонами більш менш рівномірно, хоча з деяким збільшенням у зимові місяці (з червня по серпень). У Дарлінґтоні середньорічна кількість опадів становить 677 мм, причому максимум припадає на червень, а мінімум — на вересень.
Температурні дані доступні лише для погодної станції Орфорді, який розташовується на узбережжі Тасманії (тобто відокремлений протокою від острова Марая). Середні максимальні температури становлять 13,0° С у липні і 22,0° С у січні, а середні мінімальні температури становлять 3,5° С у липні і 11,8° С у січні, іноді бувають заморозки.

### Флора і фауна

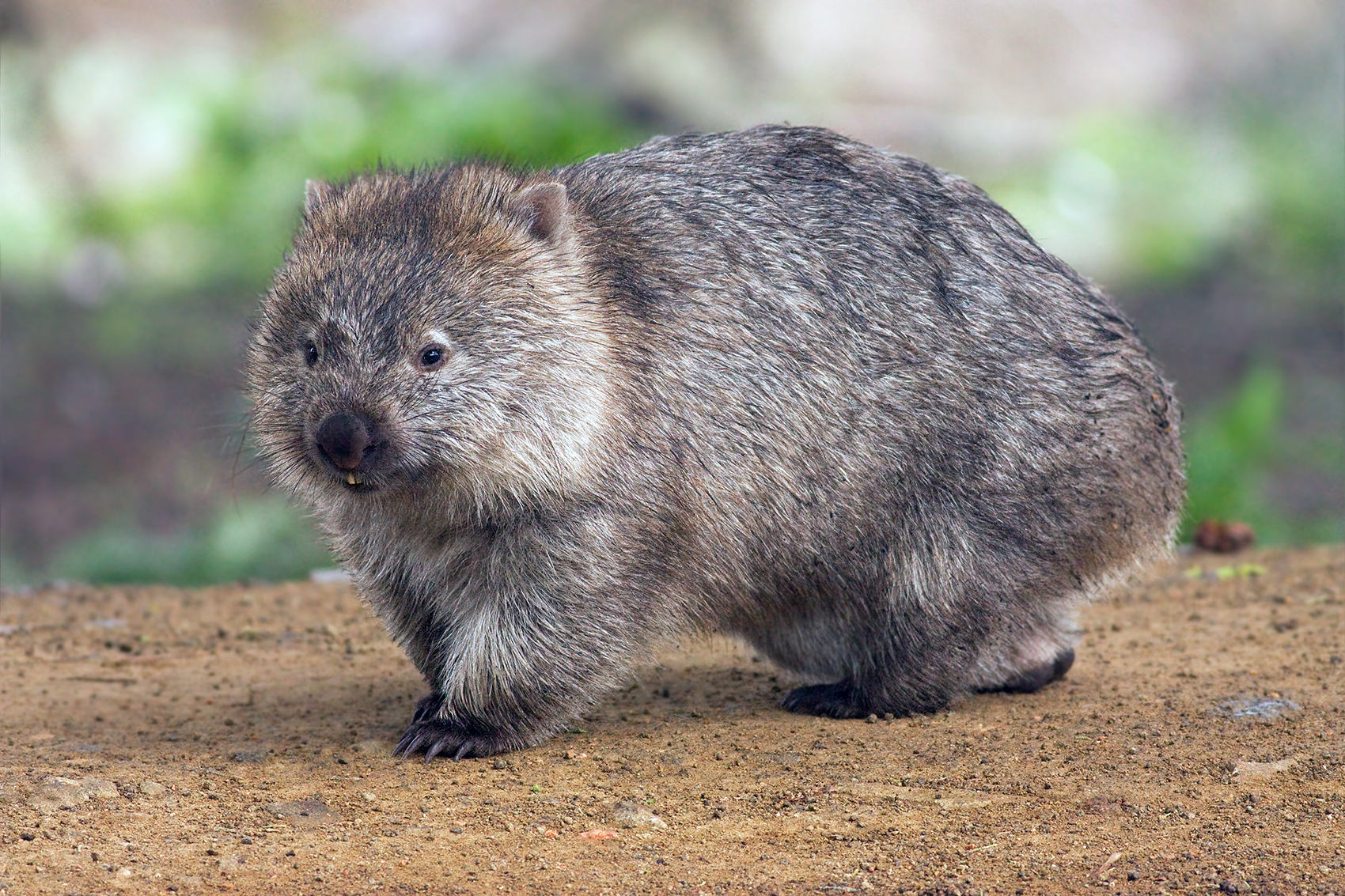
Ведмежий вомбат

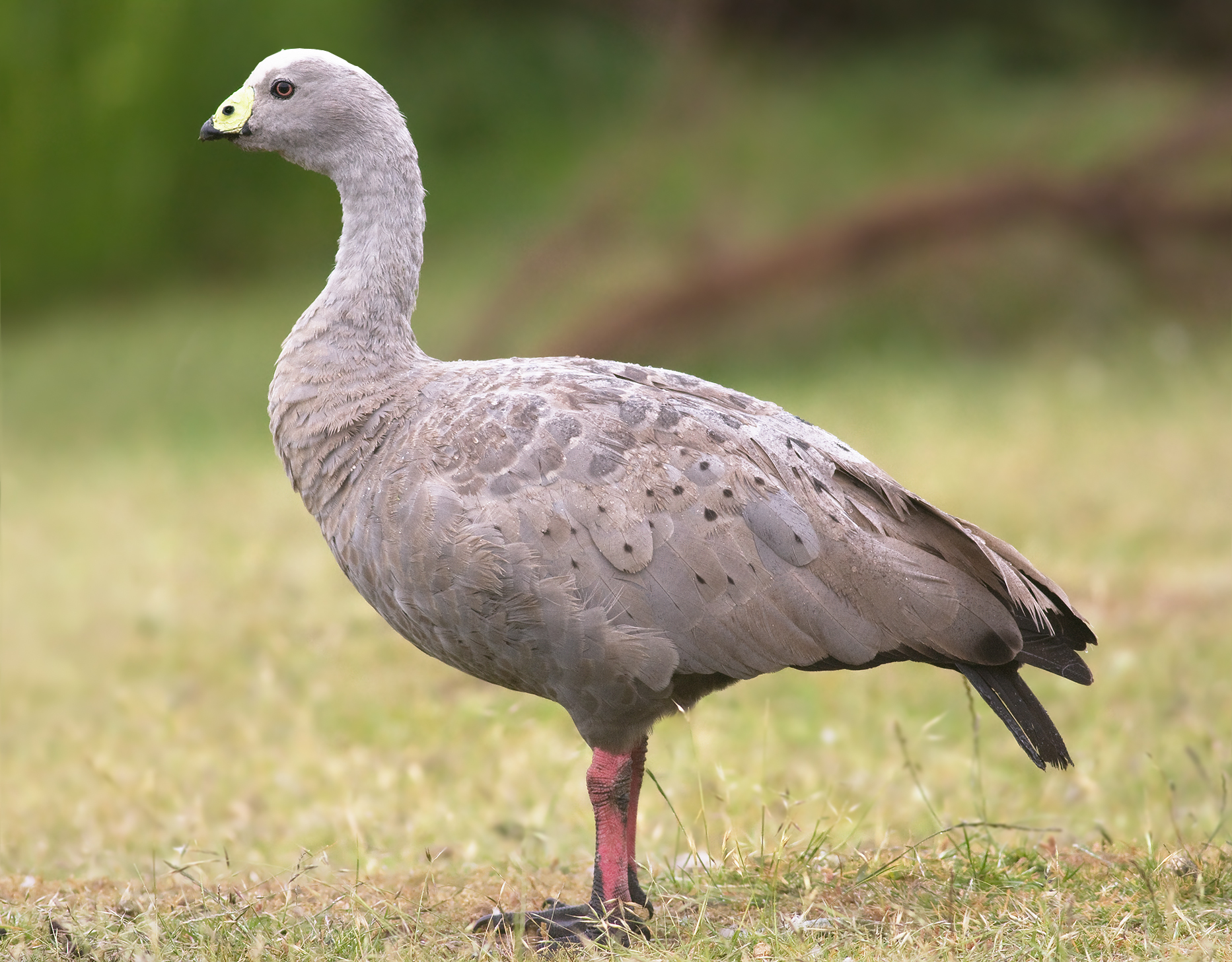
Тасманійський гусак на острові Марая

Значна частина острова Марая вкрита евкаліптовими лісами, хоча існують також і відкриті простори, частково природні, а частково такі, що з'явилися внаслідок людського освоєння острова. Серед дерев зустрічаються кулясті евкаліпти (Eucalyptus globulus), косі евкаліпти (Eucalyptus obliqua), Eucalyptus pulchella, мигдалелистні евкаліпти (Eucalyptus amygdalina), яйцеподібні евкаліпти (Eucalyptus ovata), коробочконосні евкаліпти (Eucalyptus urnigera), серцеподібні евкаліпти (Eucalyptus cordata), Eucalyptus delegatensis тощо. Також зустрічаються дерева і чагарники родів аллоказуаріна, банксія, акація і смолосім'яник.
Тваринний світ включає як споконвічно тасманійські види, так і завезені з материкової Австралії. Місцеві види включають ведмежих вомбатів і тасманійських падемелонів. Окрім цього, тут водяться австралійські єхідні, а також щіткохвості та кільцехвості кускуси. Наприкінці 1960-х і на початку 1970-х років на острів були завезені східні сірі кенгуру, рудо-сірі валлабі та тасманійські гуси (англ. Cape Barren geese).Також були завезені лані. Крім цього, водяться здичавілі коти — нащадки домашніх котів.
З птахів на острові удосталь водяться зеленоногі водяні курочки, тасманійські розели, тасманійські куравонґи (Strepera fuliginosa), тасманійські шиподзьоби, вогнисті тоутоваї (Petroica phoenicea), великі медолюби-сережники та деякі інші види медолюбових. Часто зустрічаються також брунатні корольці і тасманійські кущовики. Тасманійська діамантниця, одна з найрідкісніших птахів Австралії та ендемік Тасманії, також зустрічається на острові. З інших рідкісних птахів зустрічаються також ластівкові папуги.
На початку 2005 року на острів були завезені тасманійські дияволи з районів, не порушених хворобою DFTD — «пухлина морди тасманійських дияволів», яка розвивалася з 1996 року та загрожувала повністю знищити популяцію тасманійських дияволів до 2030—2040 років. Вивезені на острів Марая тасманійські дияволи є «страховим запасом» на випадок, якщо на острові Тасманія не залишиться дикої популяції цих тварин.

### Транспорт
До острова Марая можна дістатися містом Траябанна, яке розташоване на автомобільній дорозі  Тасманського шосе (Tasman Highway), що сполучає столицю штату Тасманія Гобарт зі східним узбережжям острова. Відстань від Гобарта до Траябанни становить 84 км — приблизно 1,5 години легковою автівкою. З порту міста Траябанна до острова Марая курсує паром, який підходить до поселення Дарлінгтон на півночі острова. Згідно з розкладом, пороми відходять двічі на день — в літній час 7 днів на тиждень, а в решту часу 4 дні на тиждень.
Крім цього, до острова Марая можна дістатися літаком. Місцева чартерна авіакомпанія Par Avion пропонує рейси невеликих літаків для огляду дикої природи Тасманії, що відправляються з летовища Кембридж (англ. Cambridge Aerodrome, ICAO: YCBG), що розташоване в безпосередній близькості від Гобартського аеропорту, з посадкою на острові Марая. Злітно-посадкова смуга довжиною близько 0,6 км розміщена біля найпівнічнішого краю острова, на мисі Буланже, приблизно за 1 км від Дарлінґтона.

## Національний парк

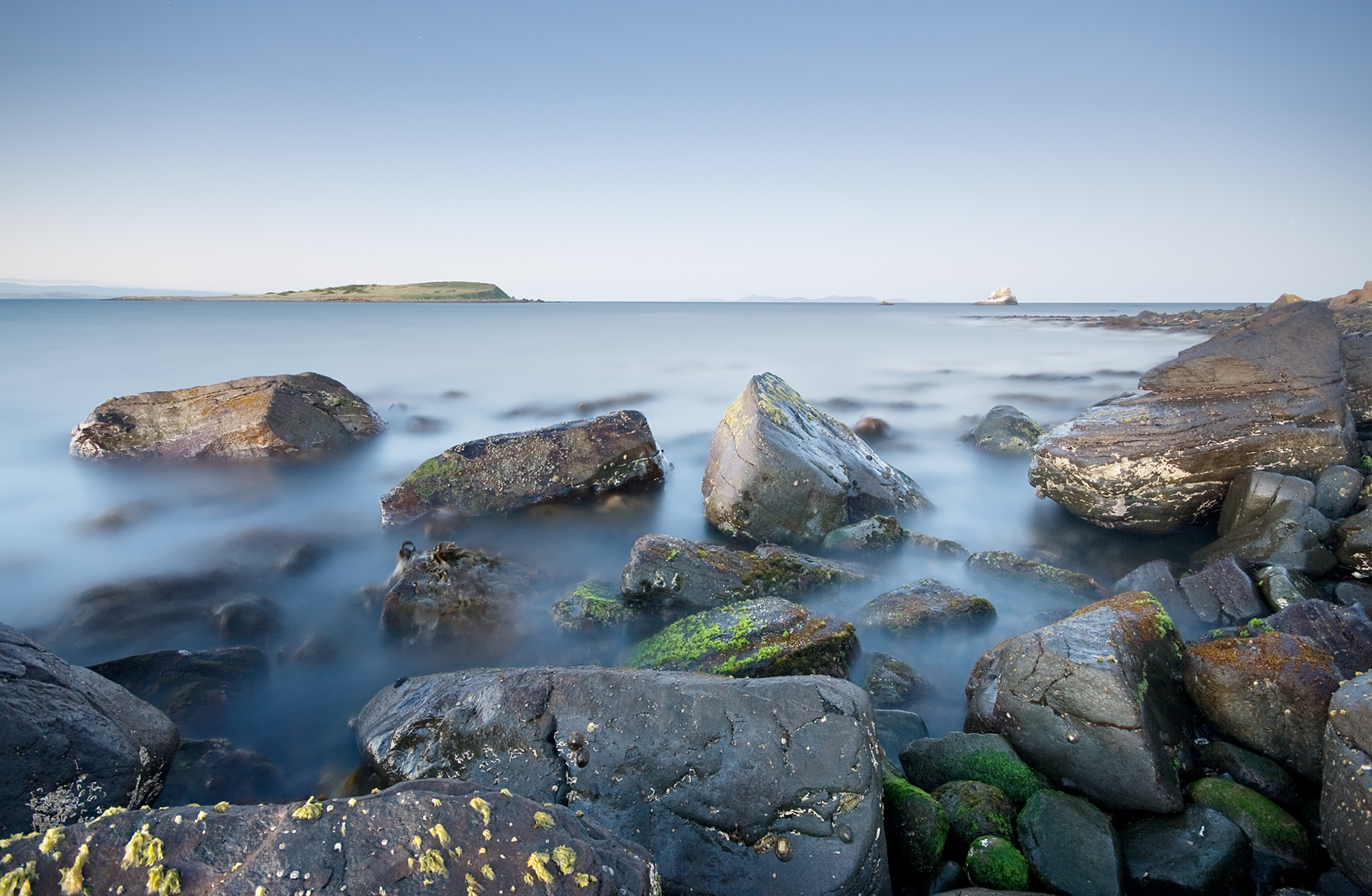
Берег острова Марая, вдалині зліва — острів Іль-дю-Нор

### Цілі і задачі
1972 року всю територію острова Марая було оголошено національним парком, основною метою та завданням якого є охорона природних і культурно-історичних цінностей, а також виняткових можливостей для туризму, відпочинку й освіти.
До природних цінностей відносяться цікаві геологічні властивості острова — зокрема, структура скель Фоссіл-Кліфс (англ. Fossil Cliffs — «скелі із викопними молюсками»), долеритова будова гірських вершин (гора Бішоп-енд-Клерк та інші), а також «розфарбовані скелі», що є піщаником тріасової доби. Крім цього, до природних цінностей відноситься багата флора і фауна острова (включаючи прилеглу до нього морську зону), особливо ендемічні види.
До культурно-історичних цінностей відносяться споруди XIX століття, пов'язані з використанням острова як каторжне поселення, а також сліди раннішого перебування людей на острові, що залишилися від тасманійських аборигенів і європейських мореплавців.

### Туризм

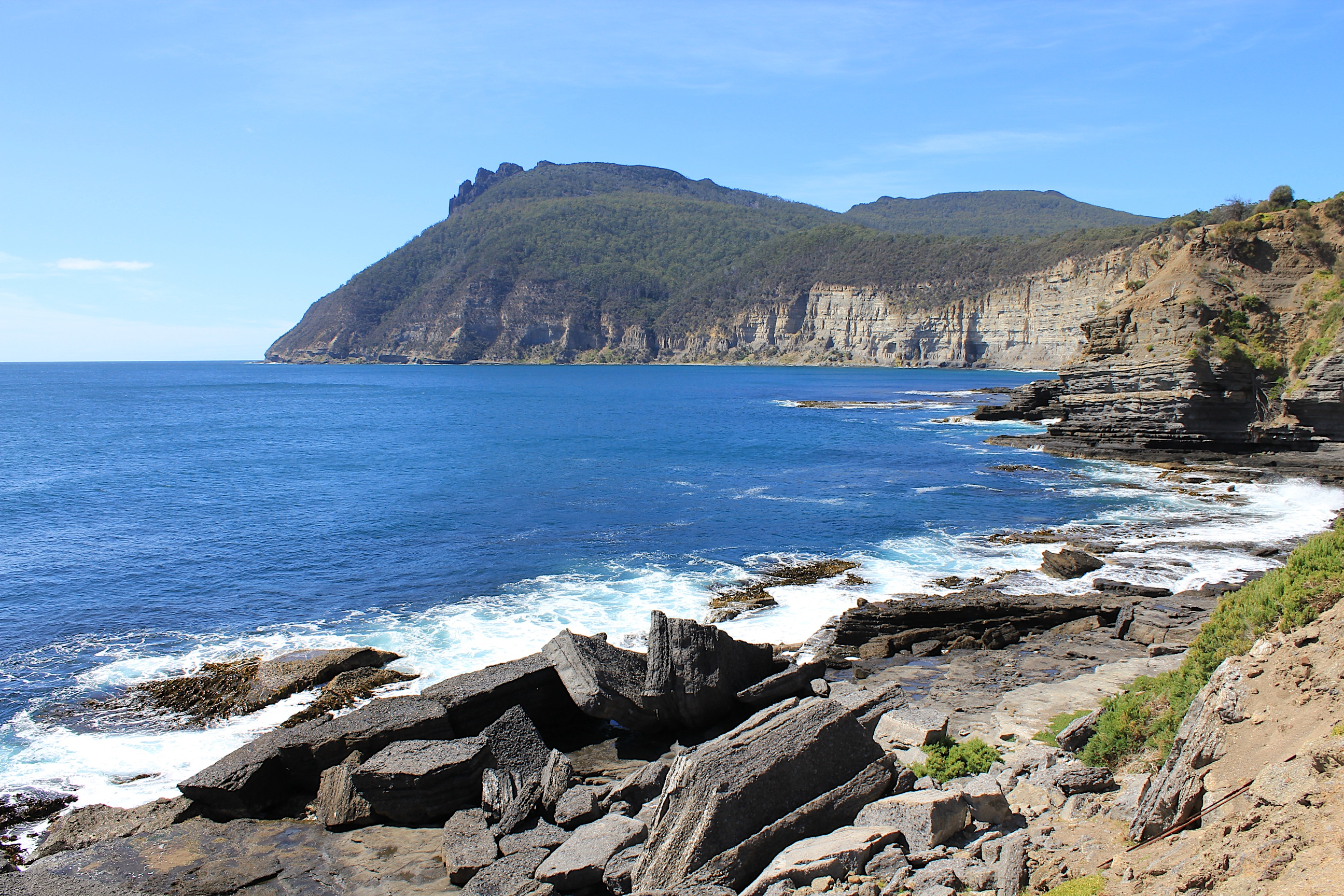
Бухта Фоссіл і гора Бішоп-енд-Клерк

У районі Дарлінґтона збереглася низка історичних будівель. Від першого періоду каторжних поселень (1825–1832) збереглася двоповерхова будівля інтендантства (Commissariat Store), побудована 1825 року з долериту і вапняку в старому георгіанському стилі, а також будинок в'язниці-пенітенціарія (Penitentiary). Декілька будівель збереглося також від другого періоду поселень (1842–1850). Від періоду Бернаккі (1884–1892) збереглися «кавовий палац», «тераси Бернаккі» та деякі інші будівлі.
Окрім огляду історичних будівель у районі Дарлінґтона, на острові Марая є багато інших туристичних маршрутів. З коротких маршрутів цікавою є прогулянка до Фоссіл-Кліфс, яка займає 1,5–2 години.. Інша прогулянка приблизно тієї ж тривалості — похід до «розфарбованих скель» (англ. Painted Cliffs).
Цікавим і мальовничим маршрутом є похід на гору Бішоп-енд-Клерк — 12 км в обидва кінці, займає від 3 до 5 годин. Журнал Australian Traveller включив цей маршрут до 10 кращих одноденних туристичних маршрутів в Австралії.
Також популярним є маршрут, що веде на найвищу точку острова — гору Марая. Як і інші маршрути, він теж починається в Дарлінґтоні, займає від 6 до 7 годин (в обидва кінці) і вимагає хорошої фізичної підготовки.
На острові Марая немає автомобільного руху. Прокладеними ґрунтовими дорогами можна подорожувати на гірських велосипедах, при цьому обов'язковою є наявність шолома. Після прибуття на острів потрібно очистити шини велосипедів, щоб уникнути поширення фітофтори, що викликає хвороби місцевих рослин.
На острові можна спостерігати за наземними тваринами і птахами, причому деякі з них ендемічні. У морській зоні, що омиває острів, можна спостерігати за орланами, дельфінами, китами і морськими котиками. Є можливості для снорклінґу і дайвінґу.

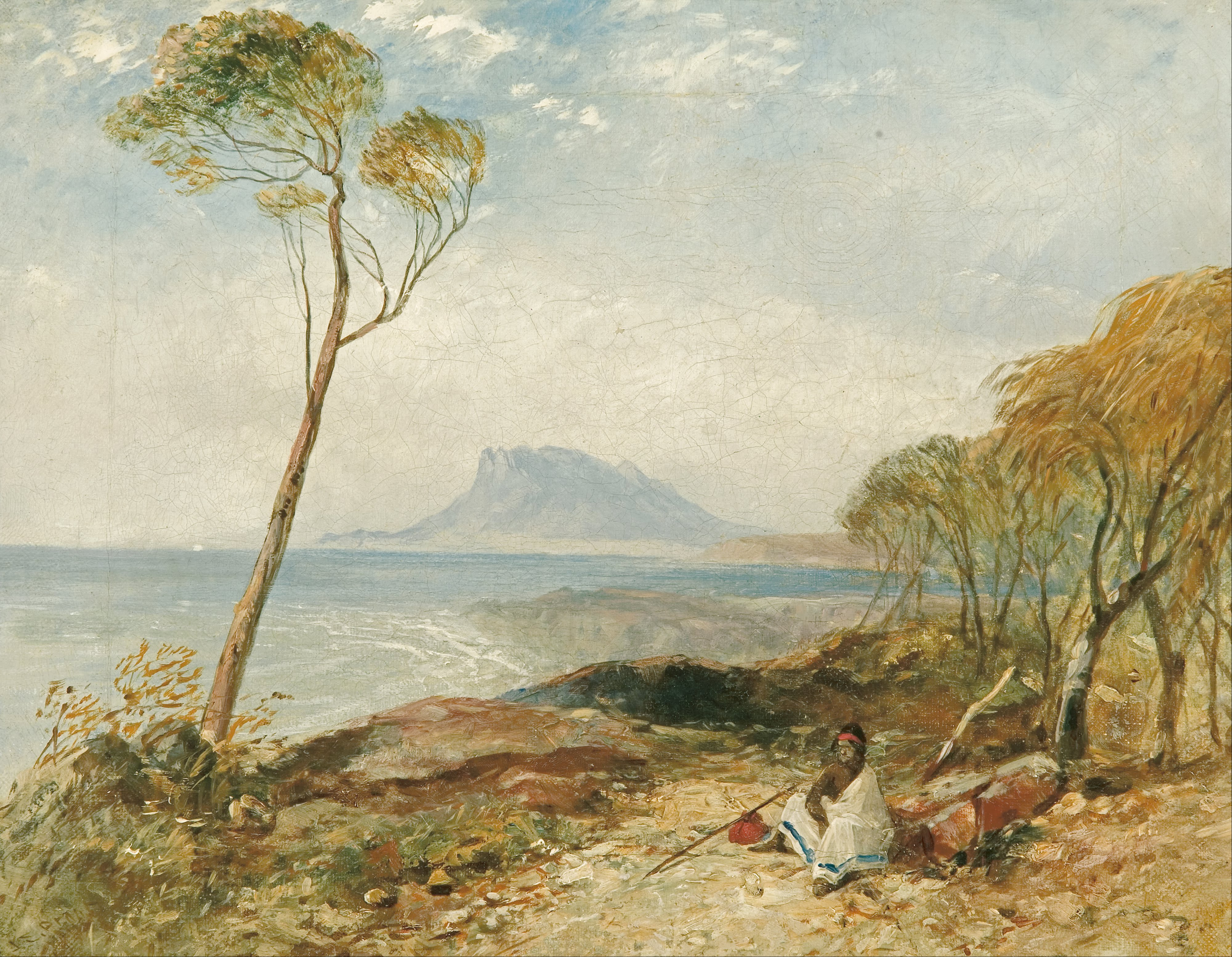
Джон Скіннер Праут, «Острів Марая з Літл-Суонпорта, Земля Ван-Дімена»

## Острів Марая у мистецтві
Одну з відомих картин, пов'язаних із островом Марая, написав австралійський художник англійського походження Джон Скіннер Праут (John Skinner Prout, 1805–1876) — «Острів Марая з Літл-Суонпорта, Земля Ван-Дімена» (англ. Maria Island from Little Swanport, Van Diemen's Land, близько 1846 року, розмір картини 29 × 35 см). Ця картина перебуває в Художній галереї Південної Австралії (Art Gallery of South Australia) в Аделаїді.
Австралійський митець Том Робертс (Tom Roberts, 1856–1931) в лютому–березні 1926 року мандрував Тасманією і, зокрема, відвідав острів Марая. Одна з картин, написаних опісля цієї подорожі, — «Каменоломня, острів Марая» (англ. The quarry, Maria Island, 1926, розмір картини 61 × 50,5 см). Вона є частиною збірки Національної галереї Австралії у Канберрі.
Окрім цього, є серія художніх світлин відомого австралійського фотографа Пітера Домбровскіса (Peter Dombrovskis, 1945—1996) з краєвидами острова Марая.